# متاهة بان
متاهة بان (بالإسبانية: El laberinto del fauno)‏ هو فيلم إسباني-مكسيكي-أمريكي أنتج في العام 2006، وهو من أفلام الخيال، من تأليف وإخراج؛ المخرج المكسيكي جييرمو ديل تورو. أنتجت الفيلم ووزعته الشركة المكسيكية للأفلام (أفلام الاسبرانتو).

## الرواية
في حكاية خرافية، تقول بأن الأميرة موانا، التي كان والدها هو ملك العالم السفلي، يدفعها الفضول لمعرفة ما يدور في العالم العلوي. عندما تذهب إلى السطح، فإن ضوء الشمس يفقدها بصرها ويمحو ذاكرتها. وتصبح مريضة للغاية وتموت في نهاية المطاف. ولكن الملك يعتقد أن روحها سوف تعود يوما ما إلى العالم السفلي.
يتكون فلم “متاهة بان” من روايتين متوازيتين. تروي الأولى قصة فيدال، وهو كابتن في جيش الجنرال فرانكو الوطني الذي أُرسل إلى الجبال لتجميع فلول الجمهوريين المهزومين في أعقاب الحرب الأهلية الإسبانية.
والأخرى هي قصة ابنة زوجته، أوفيليا. فتاة صغيرة ضائعة ومحتارة في هذا العالم، تهرب، إما من خلال خيالها أو عن طريق السحر (الفيلم يترك بذكاء هذا السؤال مفتوحًا)، إلى عالم خيالي حيث تتخذ روح أميرة أسطورية ميتة منذ فترة طويلة.

## طاقم التمثيل
- ايفانا باكيرو بدور أوفيليا / الأميرة موانا
- سيرجي لوبيز بدور الكابتن فيدال
- ماريبل فيردو بدور ميرسيدس
- دوغ جونز بدور فون والرجل الشاحب
- أدريانا جيل بدور كارمن / ملكة العالم السفلي، والدة أوفيليا وزوجة فيدال
- اليكس أنغولو بدور الدكتور فيريرو
- روجر كاسامايور بدور بيدرو
- فيديريكو لوبي بدور ملك العالم السفلي، والد أوفيليا
- بابلو أدان الراوي القصصي / مؤدي صوت فون

## وصلات خارجية
- الموقع الرسمي
- متاهة بان على موقع IMDb (الإنجليزية)
- متاهة بان على موقع ميتاكريتيك (الإنجليزية)
- متاهة بان على موقع الموسوعة البريطانية (الإنجليزية)
- متاهة بان على موقع روتن توميتوز (الإنجليزية)
- متاهة بان على موقع نتفليكس (الإنجليزية)
- متاهة بان على موقع قاعدة بيانات الأفلام العربية
- متاهة بان على موقع ألو سيني (الفرنسية)
- متاهة بان على موقع Turner Classic Movies (الإنجليزية)
- متاهة بان على موقع أول موفي (الإنجليزية)
- متاهة بان على موقع بوكس أوفيس موجو (الإنجليزية)